# Polyommatus fusca-supracaerulea
Polyommatus fusca-supracaerulea är en fjärilsart som beskrevs av Tutt 1910. Polyommatus fusca-supracaerulea ingår i släktet Polyommatus och familjen juvelvingar. Inga underarter finns listade i Catalogue of Life.